# Panopa carvalhoi
Panopa carvalhoi — вид сцинкоподібних ящірок родини сцинкових (Scincidae). Мешкає в Бразилії і Венесуелі. Вид названий на честь бразильського герпетолога Антенора Лейтао де Карвалью.

## Поширення і екологія
Panopa carvalhoi мешкають в бразильському штаті Рорайма, а також на крайньому півдні венесуельського штату Амасонас. Вони живуть у вологих рівнинних тропічних лісах, зокрема в заплавних лісах, а також у вологих саванах. Зустрічаються на висоті до 400 м над рівнем моря.